# Liliane Gaschet
Liliane Gaschet (* 16. März 1962 in Fort-de-France) ist eine ehemalige französische Sprinterin.
Bei den Leichtathletik-Europameisterschaften 1982 in Athen gewann sie Bronze in der 4-mal-100-Meter-Staffel und wurde Siebte über 200 m.
1983 wurde sie bei den Leichtathletik-Weltmeisterschaften in Helsinki Siebte in der  4-mal-100-Meter-Staffel und schied über 200 m im Halbfinale aus. Bei den Mittelmeerspielen holte sie Silber über 200 m.
Bei den Olympischen Spielen 1984 in Los Angeles wurde sie Achte über 200 m und Vierte in der 4-mal-100-Meter-Staffel. Über 100 m erreichte sie das Halbfinale.
Über 200 m wurde sie 1984 Französische Meisterin und 1983 Französische Hallenmeisterin.

## Persönliche Bestzeiten
- 100 m: 11,31 s, 24. März 1984, Fort-de-France
- 200 m: 22,73 s, 9. August 1984, Los Angeles
  - Halle: 23,69 s, 18. Februar 1984, Paris